# Afrassíabe (rei)

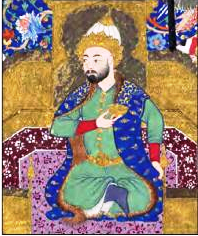
Afrassíabe segundo iluminura da Épica dos Reis do Xá Tamaspe

Afrassíabe (em persa: افراسياب‎; romaniz.: Afrāsiyāb), segundo a Épica dos Reis de Ferdusi, mas também chamado Farassíabe (Farāsīāb) por Almaçudi, Biruni e Abu Hanifa ou Farassíate (Farāsīāt) segundo Tabari, foi um rei lendário do Turanistão e rival da Pérsia.

## Etimologia
O antropônimo Afrassíabe (Afrāsīāb) deriva do avéstico Fraŋrasyan, que segundo E. Benveniste advém de <* fra-hrasya- "fazer desaparecer, cair, destruir" (causativo duma raiz ligada ao sânscrito srṃs- "cair", sras- "cair, desaparecer"). A forma persa do seu nome possui o elemento -āb, que derivou do persa médio -āp, "água". Então, *Fraŋrasyāka -> *Frārasyāk -> persa médio Frāsiyāk, mas *Frahrasyāpa -> *Frārasyāp -> Frāsīāb (o Frangrāsyāb no Dencarde é uma tradução pseudo-erudita da forma avéstica). O nome dele ainda apareceu como Farāsīāt (Tabari), Farāsīāb (Almaçudi, Biruni e Abu Hanifa), Frāsiyāv, Freangrāsyāk (persa médio), Frāsyāvak ou Frāsyāvan (pezande).

## Vida

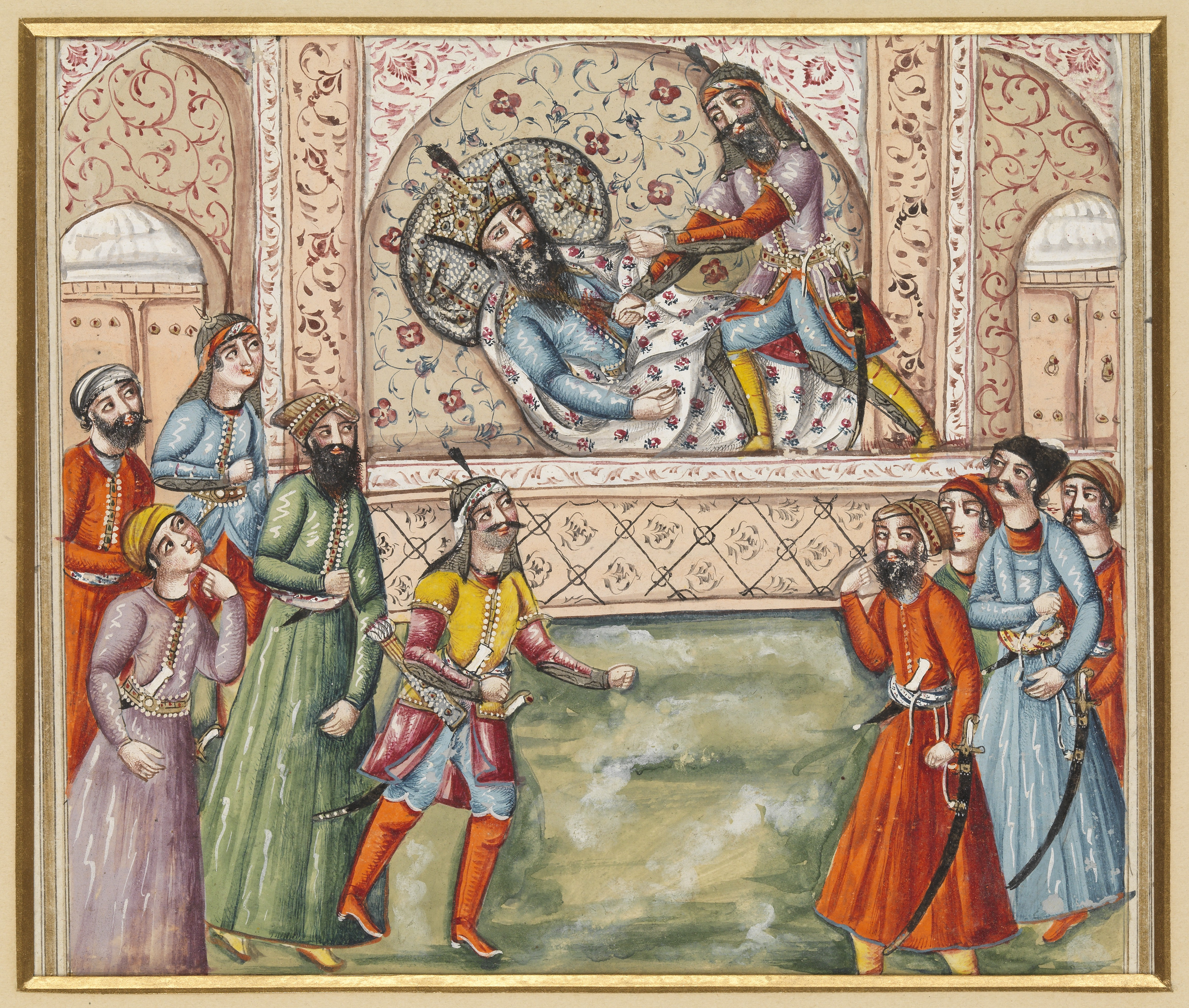
Afrassíabe matando Nauzar segundo iluminura da Épica dos Reis de Ferdusi da Biblioteca Wellcome

Em fontes persas e islâmicas médias, Afrassíabe é tido como descendente de Tur (Tuje), um filho de Feredum, que no Avestá é tido como Turia-, ou seja, turiano ou turânio. Não há clareza nas fontes acerca do número de seus ancestrais e seus nomes, salvo seu pai, que aparece em todas como Paxangue. Sua genealogia, segundo a Criação Original, o coloca na sétima geração após Feredum: Fraciave, filho de Paxangue (Faxanje em árabe), filho de Zaexém (Zadexão para Ferdusi), filho de Tura, filho de Espaeniaspe, filho de Duroxabe (Durosaspe), filho de Tuje, filho de Fredom. Teve muitos irmãos, dos quais se destacam o santo Agrerate, que perdeu a vida por suas simpatias pró-iranianas, e Garsevaz, que estaria envolvido na morte de Siauascis. Todos os seus filhos e irmãos são mortos no decorrer das guerras prolongadas com o Irã, mas principalmente durante a Batalha das Doze Faces. Afrassíabe foi o mais proeminente dos reis turanianos. É o principal inimigo dos iranianos e um agente de Arimã dotado com poderes mágicos para destruir as terras deles. Para os escritos zoroastristas, é um dos três mais odiados, junto de Bevaraspe e Alexandre, o Grande, que Arimã opôs aos iranianos.
Afrassíabe habitava uma fortaleza subterrânea feita de metal chamada Hancana, segundo uma tradição, enquanto noutra desfrutou do melhor da vida num palácio subterrâneo com paredes de ferro mil vezes mais altas que a altura de um homem, que foi sustentado por 100 colunas e era iluminado por estrelas, um sol e uma lua, todos feitos coma sua magia. Ainda, fluíam no palácio quatro rios (de água, vinho, leite e leite azedo batido). O Avestá coloca as suas várias malogradas tentativas de capturar o xᵛarnah- (farr(ah) em persa; glória ou fortuna divina). No Iaste 5.41-43, aparece sacrificando 100 cavalos, mil cabeças de gado e 10 mil ovelhas em Hancana à deusa Ardevi Sura Anaíta, o iazade da água, para poder alcançar o farr, que flutuava no mar Vourucaxa. No Iaste 19.56-64, mergulhou três vezes em Vourucaxa para pegar o farr, mas falhou. Já no Dencarde VII.2.68-69, começou a vagar pelos setes climas buscando o farr e o teve brevemente quando matou Zainigave, o seguidor da mentira (Iaste 19.93), que tomou o trono e os iranianos pediram sua ajuda. O episódio aparece na Épica dos Reis, onde os turanianos vencem os invasores do "deserto da Arábia" na ausência de Caicaus em Hamavarã.

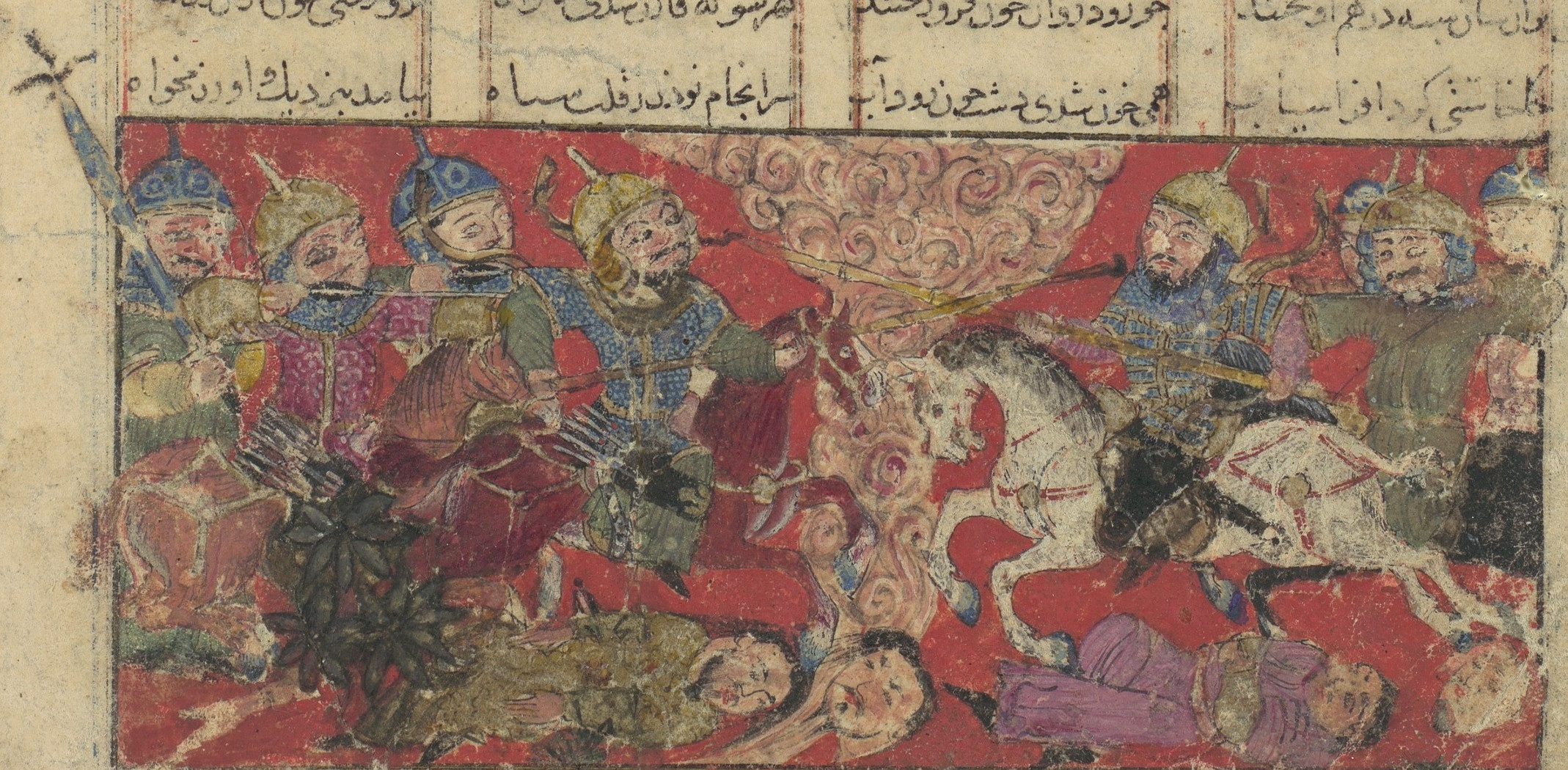
Carã e Afrassíabe se enfrentando em iluminura da Épica dos Reis

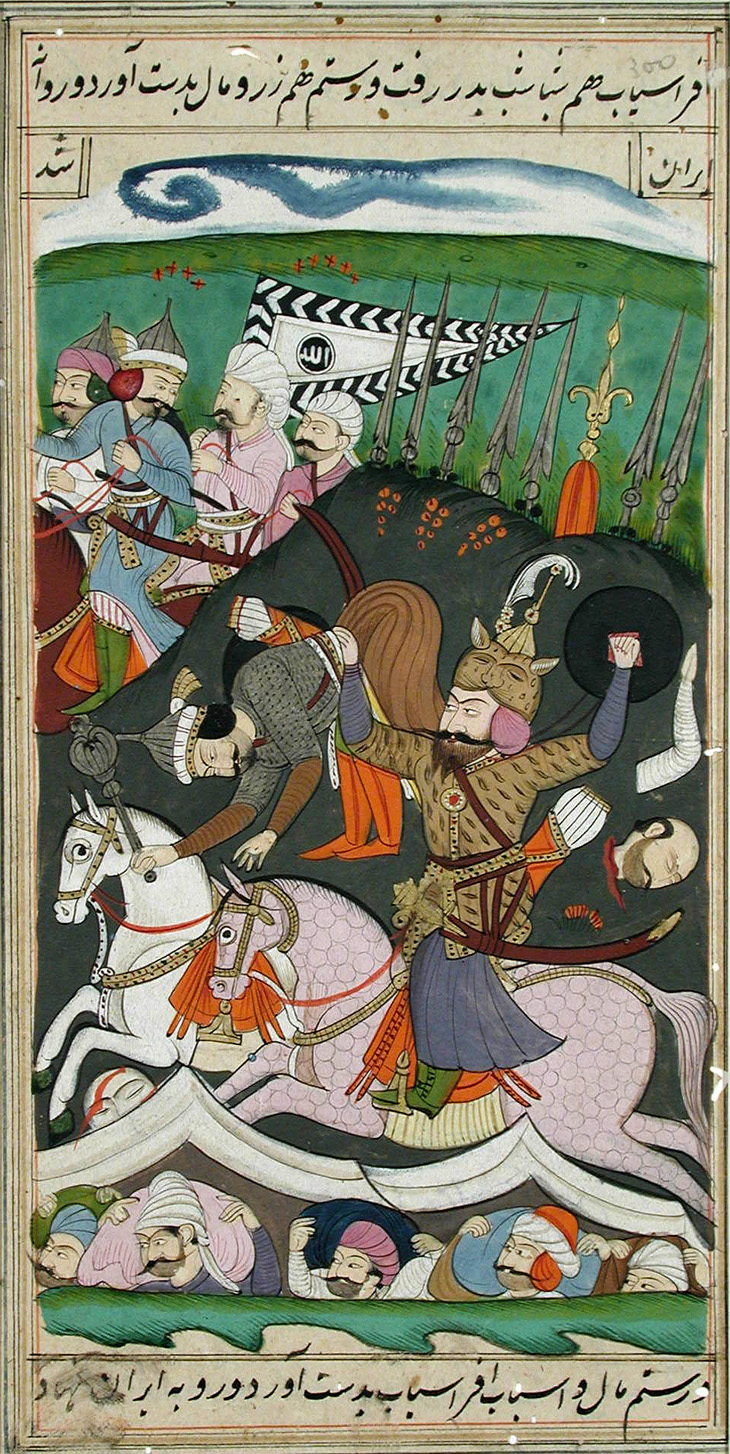
Rustã remove Afrassíabe de sua sela em iluminura da Épica dos Reis

De acordo com a Épica dos Reis, o primeiro ataque de Afrassíabe contra o Irã ocorreu sob o sucessor e filho de Manuchir, Nodar, que era um rei inepto e rebelde. Quando Paxangue notou a situação, nomeou seu filho como chefe de um poderoso exército, que invadiu o Irã a partir do Daistão e Amol. Nodar foi capturado e executado, e 1 200 veteranos iranianos foram feitos prisioneiros; seriam mortos, mas foram salvos por Agrerate, que implorou que fossem presos numa caverna sob sua custódia. Então, assumiu a realeza e governou por 12 anos. Em outra tradição, preservada em livros pálaves e histórias islâmicas, seus ataques ocorreram no tempo de Manuchir, que foi sitiado e detido nos montes Padascuar no Tabaristão, onde os seus filhos Fria e Nodar foram mortos. Esta versão é tida como mais credível, visto ser prevalente nas fontes existentes, sendo possível que a tradição registrada por Ferdusi tenha sido forjada para apagar a derrota do ilustre Manuchir. Seja como for, após a vitória, um acordo foi selado entre eles para demarcar a fronteira de seus países. O arqueiro iraniano de nome Araxe atirou uma flecha sobre o monte Padascuar e eles aceitaram o ponto atingido pela flecha como local da fronteira comum. O ponto atingido foi Bactro, perto do rio Oxo; Albiruni, por outro lado, coloca que atingiu uma enorme nogueira, nos confins do Coração, entre Fergana e Tabaristão, a mil parasangas do ponto de disparo.
Afrassíabe enviou exércitos a Pérsis e Sistão, que foram derrotados por Carã e Dastã. Os antigos prisioneiros iranianos temiam a raiva e frustração de Afrassíabe, e apelaram a Agrerate para salvá-los. Para tal, fez com que fossem libertos e entregues ao general iraniano Casvade, que os levou de Sari a Zabol. Ao saber disso, Afrassíabe ficou furioso e cortou seu irmão ao meio com sua espada. Com isso, Dastã moveu seu exército contra Afrassíabe para vingar o sangue de Agrerate. Ele percebeu, entretanto, que o país precisava dum rei para que Afrassíabe fosse repelido. Zave, neto de Manuchir, foi coroado. Apesar da guerra permanecer inconclusiva, esgotando ambos os exércitos, conseguiu forçar a retirada do inimigo e devolver prosperidade e abundância ao Irã. Então, com a morte de Zave, a guerra foi renovada. Os iranianos apelaram a Dastã, que passou o comando a seu filho Rustã. Também ciente de que era necessária a figura do rei, deu a tarefa a Caicobado, um príncipe de sangue real, na cordilheira Elbruz. Assim que recebeu a coroa, se preparou à guerra. Na batalha que se seguiu, Rustã procurou Afrassíabe. Atacou-o ferozmente e conseguiu arrancá-lo da sela; Afrassíabe mal conseguiu escapar e o exército turaniano recuou. Instado por Afrassíabe, que se encontrava sem rival para Rustã, Paxangue pediu a paz. O Oxo foi novamente designado como fronteira.
No tempo de Sorabe, filho de Rustã, Afrassíabe tentou aproveitar as ambições do jovem herói para derrotar o sucessor de Caicobado, Caicaus, Mas no decorrer de um trágico combate, Sorabe foi morto pelas mãos de seu pai, e o plano fracassou. Uma tradição posterior, registrada por Tabari, coloca que Caicaus casou com sua filha Sudaba. Caicaus suspeitava de seu herdeiro aparente, o jovem príncipe Siauascis, que rejeitou os avanços amorosos de sua madrasta e foi acusado por ela de ter procurado seu abraço. Embora a inocência de Siauascis foi confirmada por uma provação de fogo, se ofereceu para chefiar uma expedição contra Afrassíabe, que cruzou a fronteira. Ao que parece, a expedição contra ele foi instigada por falhar em entregar os presentes matrimoniais. Afrassíabe, avisado por presságios dum sonho, buscou a paz, concordando com as condições estabelecidas por Siauascis e Rustã. Mas o belicoso Caicaus se indignou com a notícia e convenceu Siauascis a prosseguir com a guerra. Achando desonroso quebrar seu acordo e desagradável retornar à corte sem cumprir os desejos de seu pai, cedeu à persuasão de Pirã, o tio de Afrassíabe e general respeitado, e se refugiou com Afrassíabe, que o recebeu com grande honra e deu sua filha Farangis em casamento. Siauascis provocou inveja entre os príncipes do país, em particular o irmão do anfitrião, Garsevaz, que envenenou a cabeça de Afrassíabe contra Siauascis e, finalmente, assegurou o consentimento à sua destruição. Afrassíabe, apreensivo com o futuro e atento às previsões dos astrólogos, também quis matar a criança que Farangis estava gerando, mas seguindo as súplicas de alguns príncipes e a intercessão de Pirã, ela foi confiada a Pirã até a criança nascer.

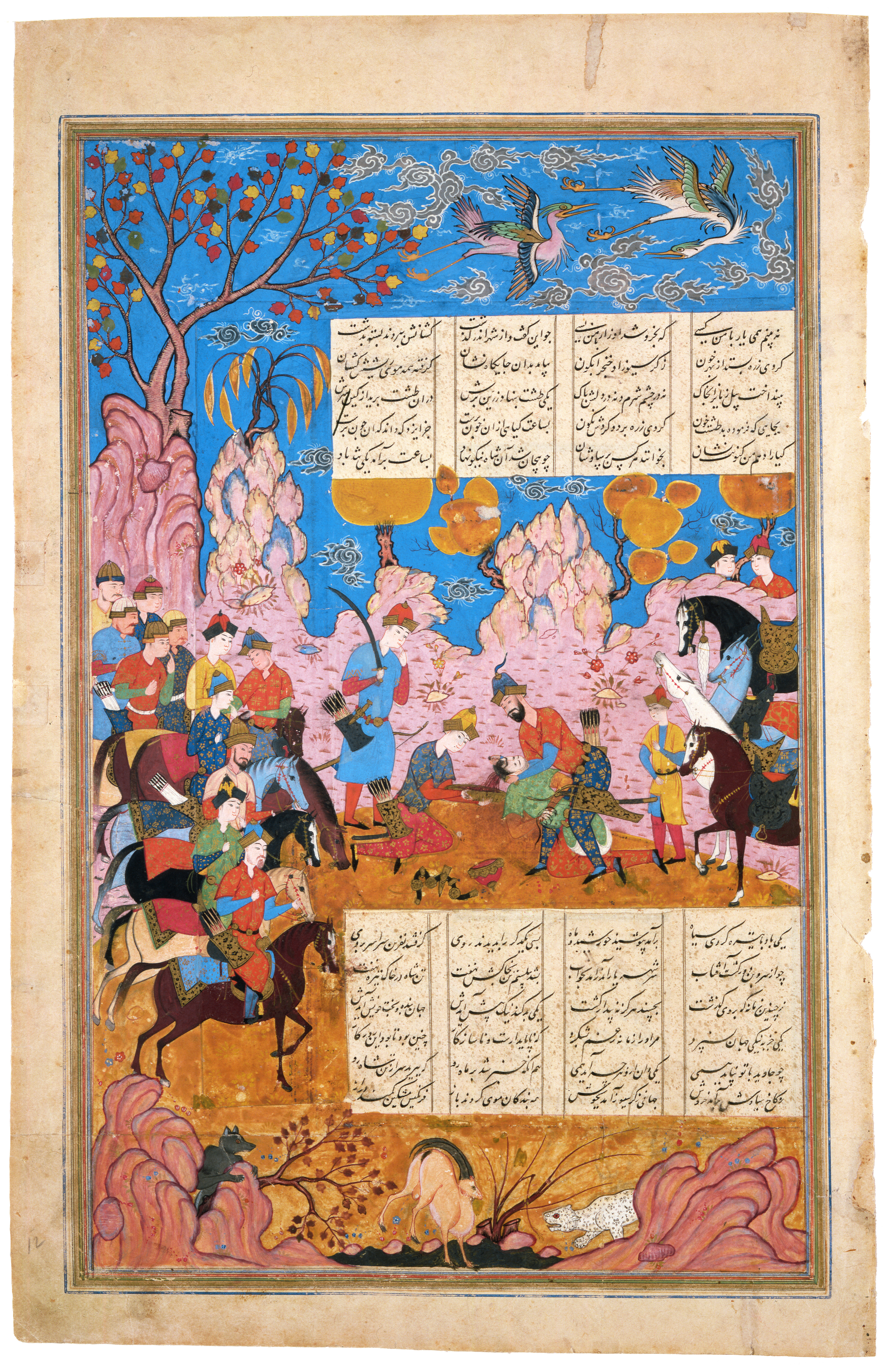
Assassinato de Siauascis segundo iluminura da Épica dos Reis

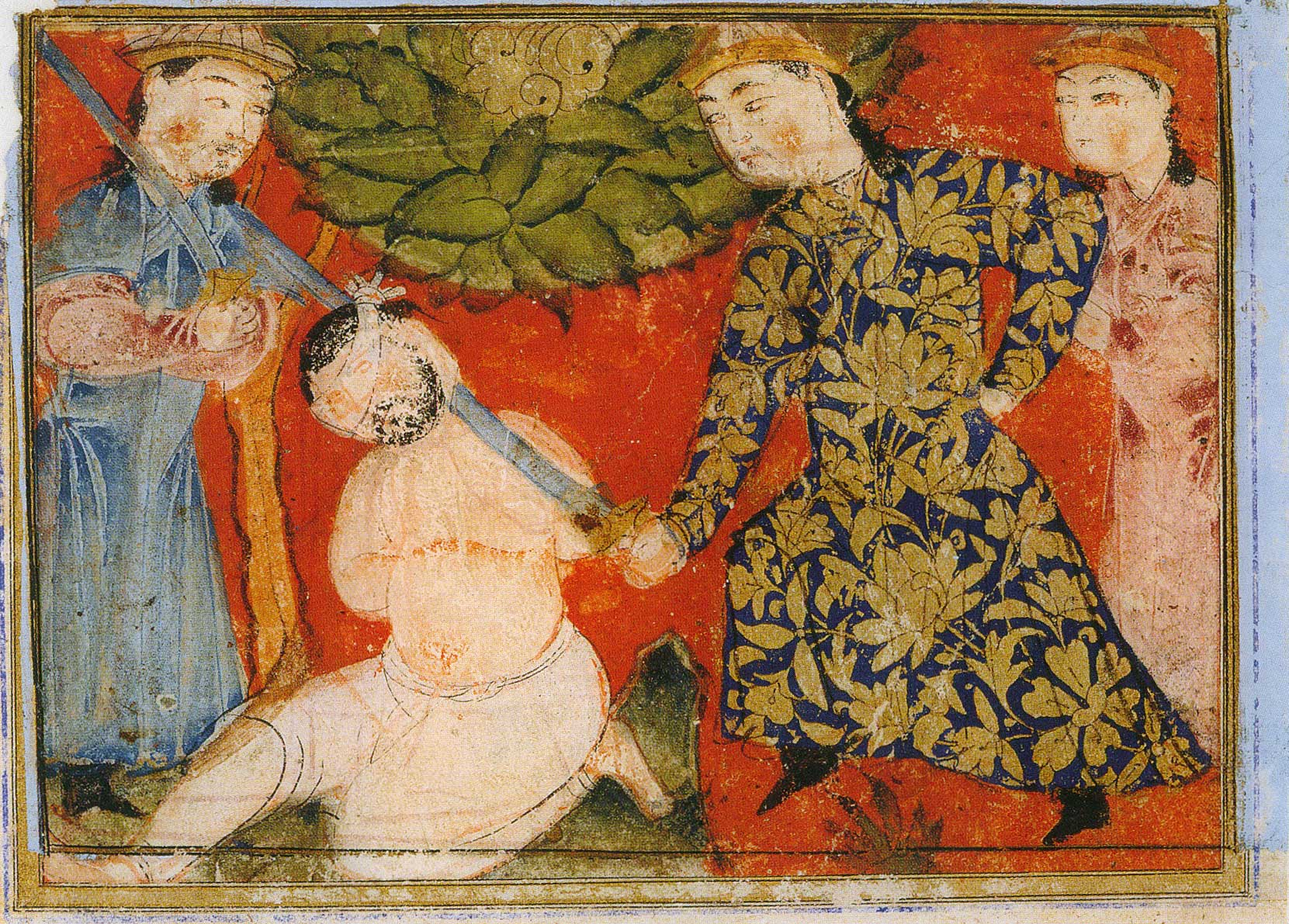
Execução de Afrassíabe por Caicosroes segundo iluminura da Épica dos Reis

A notícia do assassinato de Siauascis abalou a corte iraniana, e Rustã, que criou o príncipe quando jovem, matou Sudaba como vingança e invadiu o Turanistão com um grande exército. O filho de Afrassíabe, Sorca, foi capturado e morto da mesma forma que Siauascis, e Afrassíabe foi derrotado e recuou em direção à fronteira chinesa. Rustã pegou seus tesouros, pilhou o país e governou o Turanistão por seis anos, depois dos quais retornou ao Irã. Ao saber de sua partida, Afrassíabe retorna à sua terra devastada, reuniu seu exército e atacou o Irã em retaliação, causando grandes danos. Seguiu-se uma severa seca. Caicosroes, filho de Siauascis, foi resgatado do Turanistão pelo pelo distinto filho de Gotarzes, Gueve, e fez um voto solene que vingaria a morte de seu pai. Seguiu-se uma longa série de guerras e batalhas sangrentas entre os exércitos iraniano e turaniano. Após severas reviravoltas iniciais sob a liderança de Tus, em que muitos defensores iranianos perdem suas vidas, Rustã foi enviado para ajudar o exército iraniano sitiado nas montanhas Hamavã. Afrassíabe busca a ajuda do grão-cã da China, mas o grão-cã foi capturado por Rustã e o exército turaniano sofre uma derrota vergonhosa. A assistência que Afrassíabe recebeu de outros também é infrutífera, e ele e Pirã fugiram para o território chinês.
Um filho de Gueve, Oazanes, com quem Maneza, filha de Afrassíabe, se casou contra a vontade de seu pai, foi capturado pelas tropas turanianas e aprisionado em um fosso por seu sogro. Rustã entrou no Turanistão em busca de Oazanes, resgatou ele e Maneza e faz um ataque noturno surpresa ao palácio de Afrassíabe. O exército iraniano obteve outra vitória decisiva sobre o exército turaniano perseguidor. Humilhado, Afrassíabe reuniu um grande exército para atacar o Irã. Caicosroes enviou quatro exércitos em quatro direções diferentes para garantir a vitória. O quarto e principal deles, liderado por Gotarzes, partiu para enfrentar a principal força turaniana. Na subsequente Batalha das Doze Faces (davāzdah roḵ) doze guerreiros proeminentes de cada exército foram colocados uns contra os outros, com Pirã enfrentando Gotarzes. O Irã obteve uma vitória completa, Garsevaz e Goroi, o assassino de Siauascis, foram capturados e outros grandes guerreiros turanianos foram mortos.
Caicosroes decidiu travar uma guerra final contra Afrassíabe, que reuniu um poderoso exército e fez um voto solene de não descansar até que vingasse o sangue dos heróis turanianos caídos. Em uma série de batalhas, sofreu vários revezes e se refugiou em sua cidade fortificada de Gangue Dez. Perseguindo-o, Caicosroes triunfantemente entrou em Gangue Dez e tomou posse dos tesouros e da casa de Afrassíabe, que escapou para Hangue, uma caverna na montanha (uma versão tardia da fortaleza subterrânea de Afrassíabe). No Avestá, o iazade envolvido em sua destruição é Haoma (o eremita Hom de Ferdusi), que ofereceu sacrifícios a Druaspa, deusa protetora do gado e cavalo, que lhe concedeu a bênção de poder acorrentá-lo e arrastá-lo até Cavi Haosravá (Caicosroes). Segundo Tabari, Afrassíabe escapou às cercanias do lago Chaechasta, onde Hom, Gotarzes e Gueve o capturaram e levaram a Caicosroes, que cortou sua cabeça e ordenou a execução de Garsevaz.
A morte foi concedida por Anaíta, após sacrifícios a ela (Iaste IX.21-23, 19.77). De acordo com Tabari, Caicosroes ordenou que Gueve matasse Afrassíabe; em seguida, mergulhou a mão em seu sangue, dizendo: "Esta é a vingança de sangue para Siauascis." Algumas fontes alegam que teria tido uma vida muito longeva, com Almaçudi alegando que viveu por 400 anos, enquanto Narsaqui por 2 000. No Julgamentos do Espírito e Sabedoria (VIII.29-30), Arimã criou Daaque, Afrassíabe e Alexandre como imortais, mas Aúra-Masda mudou seu estatuto. Noutra passagem (27.34), se diz que a criação de Bevaraspe e Afrassíabe serviu para impedir que a realeza caísse nas mãos de Quesme, o demônio da ira, o que impediria dela ser recuperada até a ressureição. Também parece, com base nas fontes zoroastristas, que com o tempo ele tornou-se atemporal, pois enquanto se diz que era contemporâneo do pisdadiano Manuchir, também teria tentado capturar de Zaratustra (Iaste 19.82).

## Lendas

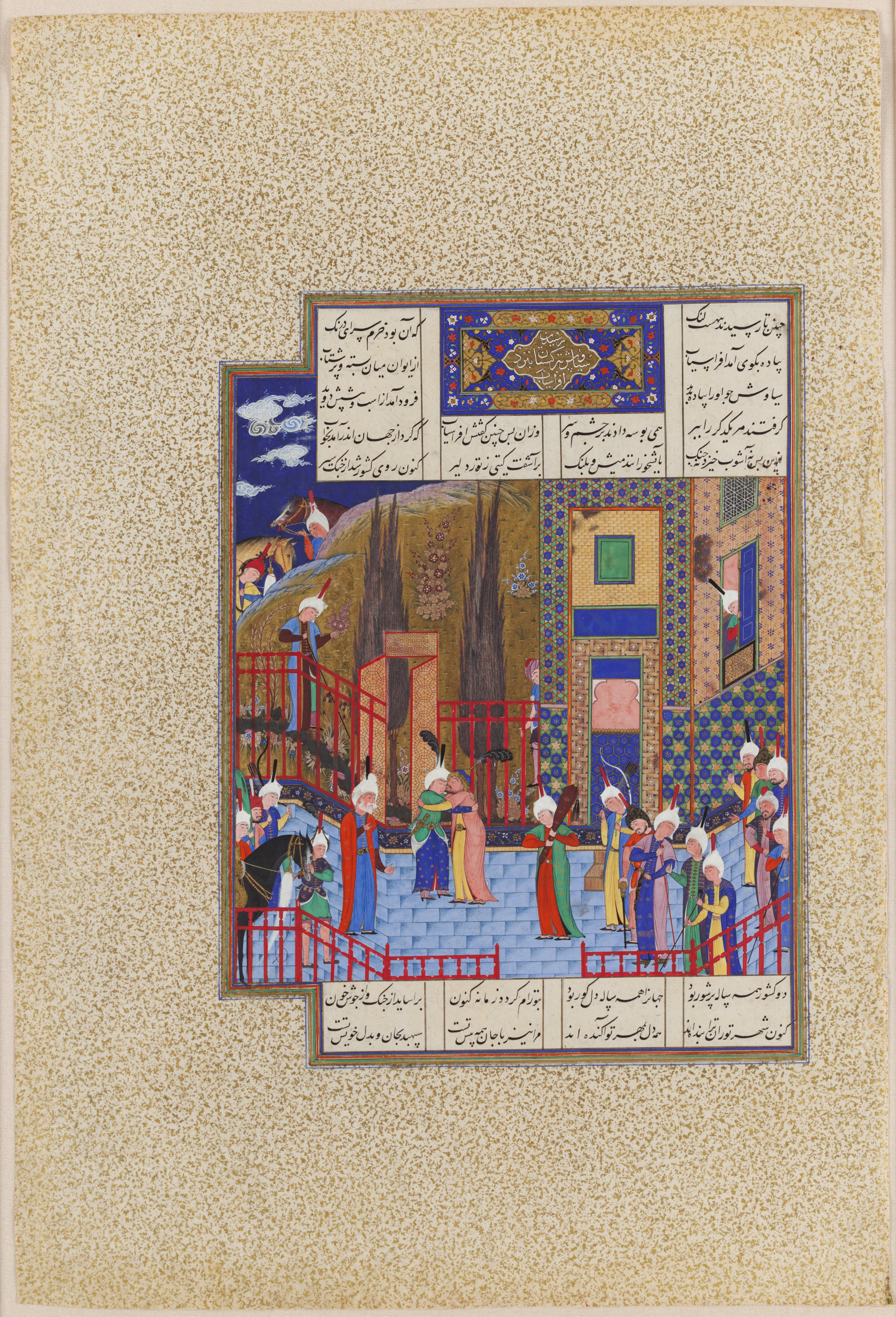
Afrassíabe e Siauascis se abraçam em iluminura da Épica dos Reis do Xá Tamaspe

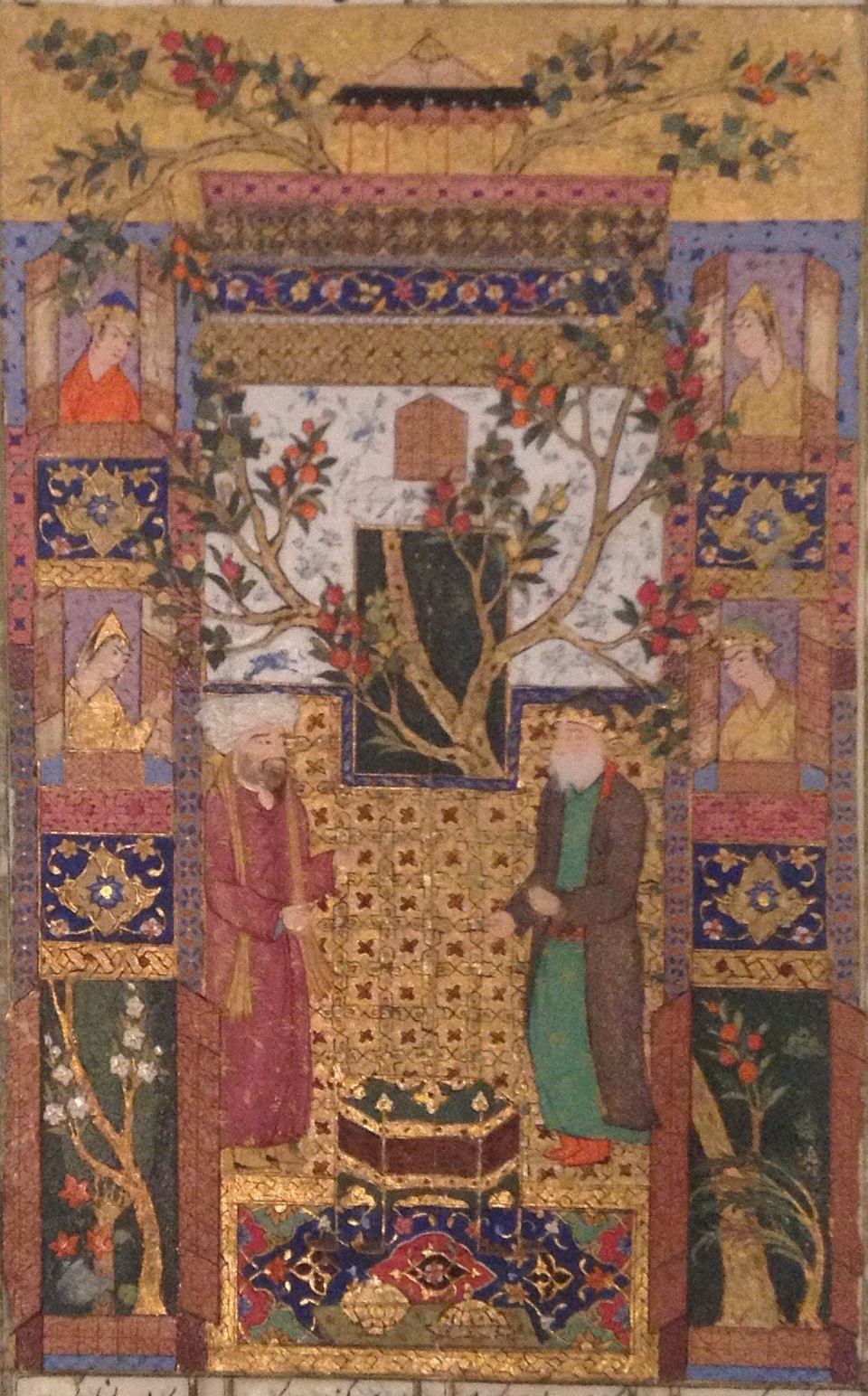
Afrassíabe conversando com um nobre em iluminura da Épica dos Reis

Na Épica dos Reis, é retratado como um rei tenaz, astuto e engenhoso de grande valor que comanda a lealdade de seus guerreiros e apresenta aos iranianos um inimigo temível e digno. Também é tido como guerreiro formidávele general habilidade, bem como homem "enganoso, vilão" (mairya-). O autor anônimo do Moǰmal al-tavārikh, por sua vez, deu-lhe o título de "conquistador do mundo perverso" (ǰahāngīr-e vadkerd) e alegou que lutou mais de mil e cem batalhas, nas quais foi vitorioso. Ainda que geralmente retratado como vilão, impetuoso, desconfiado e cruel, por vezes é tido como sábio ou gentil. Diferencia-se de Caicosroes, por exemplo, pela piedade, justiça e humanidade do último. Theodor Nöldeke notou que há semelhanças básicas em lendas de Caicosroes e Ciro II (r. 559–530 a.C.). Segundo ele, um rei suspeito (Afrassíabe - Astíages) está decidido a destruir seu neto (Caicosroes — Ciro), mas a criança é salva pela intervenção de um conselheiro de confiança (Pirã — Hárpago).
No Dencarde III.110, aparece como demônio (deva) incapaz de mudar de natureza e incapaz de alcançar a salvação. Atribui-se a ele a supressão das águas, o escoamento de rios e a seca, fome e desolação. Foi somente com a sua derrota e o reinado dos reis iranianos que os rios fluíram e a terra prosperou. Em Criação Original 33.6, diz-se que reteve a chuva do Irã até que o pisdadiano Zave restaurar a situação e trazer a chuva. Também segundo o Dencarde III.93, causou terremotos ruinosos ao aprisionar o vento na terra. É possível que de início fosse uma divindade, tal como o védico Vritra, que retinha a chuva e personificou a seca, ou pode ter se originado a partir dele. Tabari notou a tradição na qual o Festival das Águas (dia Abã do mês Abã), o terceiro festival zoroastrista mais relevante, celebra a vitória de Zave sobre Afrassíabe. Outro aspecto de sua destruição está ligada ao episódio da morte de Siauascis, que possuia muitos aspectos de uma divindade da vegetação. Sua devastação foi ainda expressa no mito que narra seu casamento com a deusa da terra, Espandarmate, que deixou traço no relato de Albiruni da flecha disparada para definir a fronteira do Irã e do Turanistão: segundo o autor, o anjo Esfandarmate (gênio da terra) ordenou que o arco e a flecha fossem trazidos e convocou que o arqueiro Arexe atirasse a flecha. Teodoro Bar Conai confirma o mito ao citar que "a terra era uma jovem virgem prometida a Parisague", que é uma corrupção de seu nome. Um poema persa de 89 dísticos diz respeito ao encontro de Afrassíabe com Satanás, no qual recebeu um cinto mágico, mas o mito não está relacionado com suas lendas conhecidas e deve ser uma invenção tardia.
Há, contudo, algumas referências aleatórias citam seus atos benéficos. Uma passagem do As Capitais Provinciais do Irã fala que a capital de Zarangue foi construída por ele, que colocou ali o maravilhoso fogo Carcogue (Karkōg). Em Dādastān ī Dēnīg 52.3 é dito que possuía excelente habilidade em construir canais, enquanto na Criação Original XI.A.32 se fala em mil nascentes, dentre as quais as dos rios Helmande e Vataeni e outros seis águas navegáveis, que desviou ao mar de Quiançá (Kyānsah), no Sistão, para onde levou pessoas para se assentarem. Em fontes islâmicas, vários assentamentos foram atribuídos a ele ou seus descendentes e parentes: Narsaqui afirmou que Ramitã, a cidadela de Bucara, seria uma criação sua como uma fortaleza defensiva contra Caicosroes; o Tārīḵ-e Qom atribui a construção de Harasacã a Afrassíabe, a vila de Sajarã a Saiarã ibne Sora ibne Afrassíabe ou Pirã, a aldeia de Anar a Saiarã, e Cafrida para Cafarade, irmã de Sora; e o Moǰmal al-tavārikh fala de seus grandes monumentos no Turquestão. Para E. Yarshater, essas alusões estranhas à sua comum caracterização podem estar associadas ao tempo no qual reinou sobre o Irã após derrubar Zainigave, mas tão logo perdeu o farr, tornar-se-ia agente da ruína. Também é possível que isso reflita o controle do Sistão por um governante estrangeiro, que originalmente foi benéfico.
Na tradição iraniana, seus aspectos míticos são eliminados ou reduzidos, mas os livros pálaves, e ocasionalmente também fontes árabo-persas, mantêm referências esparsas a seus poderes demoníacos e mágicos. Teodoro Bar Conai refere-se a Afrassíabe tendo se transformado em uma pomba, uma formiga e um cachorro velho. Almaçudi trata de seu tesouro, e em Zand-i Wahman yasn 4.56-58 e em Žamāsp-nāmag há referências a um tesouro de joias e metais que Espandarmate revelou durante as calamidades que se abateram sobre ela durante uma dominação estrangeira e que pode ter sido apossado por Afrassíabe aquando do casamento deles. A referência no Criação Original IX.23 (Dencarde VII.1.39) ao sítio de Afrassíabe Hangue (montanha Baquer), que Christensen leu como Baγγēr ("a montanha dos deuses"), parece ocultar alguma faceta perdida de seu mito.

## Impacto
Como Afrassíabe foi transformado em rei, em seus mitos foram combinados uma série de lendas que refletiam os ataques recorrentes aos assentamentos iranianos realizados por nômades das estepes da Ásia Central. Muitas das lendas parecem ter se originado no tempo do Império Arsácida dos partas, em cujo tempo vários reis, como Artabano II (r. 12–38/41), perderam a vida. Nöldeke coloca que vários dos heróis iranianos que lutaram contra os turanianos (Gotarzes (Godarze), Gueve, Oazanes (Bezã), Mitrídates (Milade), Fraates (Farade)), levam nomes de reis arsácidas. As invasões ocorridas no tempo do Império Sassânida (224–651) fortaleceram essas narrativas em torno de Afrassíabe. Tardiamente, quiçá no século VII, em decorrência do contato dos sassânidas com estes povos no século anterior, assumiu-se que os turanianos fossem turcos. Almaçudi assumiu que se tratava de uma associação equivocada, mas Ferdusi a manteve e escreveu sob o impacto das invasões turcas na Transoxiana nos tempos islâmicos e os sentimentos negativos prevalecentes entre os nacionalistas persas em relação aos turcos.
Os próprios turcos, por sua vez, incorporaram algumas lendas de Afrassíabe como um herói após terem entrado em contato com os iranianos. Mamude de Casgar, em seu Dīwān loḡāt al-Tork, citou uma série de versos elegíacos lamentando a morte de Ar Alpe Tona (Är Alp Toŋa), um herói turco identificado com Afrassíabe. Fragmentos de um épico oguz fala de Alpe Ariz, seu filho, como um gigante para quem "noventa mantos de pele de pele não cobriam as pernas". Os turcos atribuíram-lhe palavras sábias e preceitos, como atestado no Tārīḵ-e Mobārakšāh-e Ḡōrī, e Ramitã originalmente era um centro budista associado aos povos orientais e Afrassíabe antes da tomada deste pelos sassânidas e sua mudança como centro de culto a Siauascis. Algumas dinastias turcas, como as do Canato Caracânida (às vezes chamada Al e Afrassíabe) e do Império Seljúcida alegaram descender dele.